# Denis Gauthier
Denis Gauthier junior (* 1. Oktober 1976 in Montreal, Québec) ist ein ehemaliger kanadischer Eishockeyspieler und -trainer, der im Verlauf seiner aktiven Karriere zwischen 1992 und 2009 unter anderem 566 Spiele für die Calgary Flames, Phoenix Coyotes, Philadelphia Flyers und Los Angeles Kings in der National Hockey League auf der Position des Verteidigers bestritten hat. Seinen größten Karriereerfolg feierte Gauthier im Trikot der kanadischen U20-Nationalmannschaft mit dem Gewinn der Goldmedaille bei der Junioren-Weltmeisterschaft 1996. Sein Neffe Julien Gauthier ist ebenfalls professioneller Eishockeyspieler.

## Karriere
Denis Gauthier begann seine Karriere als Eishockeyspieler bei den Voltigeurs de Drummondville, für die er von 1992 bis 1996 insgesamt vier Jahre lang in der Ligue de hockey junior majeur du Québec spielte. In dieser Zeit wurde er im NHL Entry Draft 1995 in der ersten Runde als insgesamt 20. Spieler von den Calgary Flames ausgewählt. Zunächst spielte der Verteidiger in der Saison 1996/97 ausschließlich für deren Farmteam, die Saint John Flames aus der American Hockey League, ehe er im folgenden Jahr sein Debüt für Calgary in der National Hockey League gab, bei dem er insgesamt acht Jahre lang unter Vertrag stand. Während des Lockouts in der NHL-Saison 2004/05 pausierte Gauthier mit dem Eishockey. Nach Wiederaufnahme des Spielbetriebs wurde der Kanadier von den Phoenix Coyotes verpflichtet, die ihn allerdings noch vor dem Saisonende zu den Philadelphia Flyers transferierten. Obwohl er in der Saison 2006/07 ausschließlich im NHL-Team der Flyers stand, verbrachte er die gesamte Saison 2007/08 bei deren AHL-Farmteam, den Philadelphia Phantoms.
Ab Juli 2008 spielte der Linksschütze für die Los Angeles Kings. Nachdem sein Kontrakt nach der Saison 2008/09 nicht verlängert worden war, setzte der Verteidiger für die folgende Spielzeit vom Ligabetrieb aus. Im Anschluss beendete Gauthier seine aktive Laufbahn und wurde zur Saison 2010/11 von den Voltigeurs de Drummondville aus der Ligue de hockey junior majeur du Québec in der Funktion als Assistenztrainer engagiert.

### International
Für Kanada nahm Gauthier an der Junioren-Weltmeisterschaft 1996 teil, bei der er mit seiner Mannschaft Weltmeister wurde. In sechs Turnierspielen steuerte er dazu zwei Scorerpunkte, darunter ein Tor, bei.

## Erfolge und Auszeichnungen
- 1996 LHJMQ Fist All-Star Team
- 1996 CHL First All-Star Team
- 1996 Trophée Émile Bouchard

### International
- 1996 Goldmedaille bei der Junioren-Weltmeisterschaft

## Karrierestatistik

### International
Vertrat Kanada bei:
- Junioren-Weltmeisterschaft 1996

(Legende zur Spielerstatistik: Sp oder GP = absolvierte Spiele; T oder G = erzielte Tore; V oder A = erzielte Assists; Pkt oder Pts = erzielte Scorerpunkte; SM oder PIM = erhaltene Strafminuten; +/− = Plus/Minus-Bilanz; PP = erzielte Überzahltore; SH = erzielte Unterzahltore; GW = erzielte Siegtore; 1 Play-downs/Relegation; Kursiv: Statistik nicht vollständig)